# Heinz Hopf
Heinz Hopf   (Grabiszyn, 19 de novembre de 1894 - Zollikon, 3 de juny de 1971) va ser un matemàtic alemany.

## Vida i Obra
Hopf va néixer en una família de fabricants de cervesa d'origen jueu per part de pare. El seu pare es va convertir al luteranisme poc després del seu naixement. Va començar els seus estudis universitaris Breslau, però van ser interromputs per la Primera Guerra Mundial en la que va lluitar com a tinent i va ser ferit fues vegades, rebent la Creu de Ferro. Acabada la guerra va re-emprendre els estudis de matemàtiques a les universitats de Berlín, Heidelberg i Göttingen. A Berlín va obtenir el doctorat el 1925. A Göttingen va conèixer el rus Pavel Alexàndrov amb qui va mantenir una amistat duradora. Tots dos van estar el curs 1927-28 a la universitat de Princeton amb una beca Rockefeller i el 1935 van publicar el seu influent llibre Topologie, primer volum d'un tractat que n'havia de tenir tres però que la guerra va impedir la seva continuació.
El 1931 va ser nomenat professor del Politècnic de Zuric, institució en la que va romandre fins que el 1965 va passar a ser professor emèrit. Els anys posteriors a la seva incorporació van ser especialment difícils: el 1933 van arribar al poder els nazis a Alemanya i el seu pare, tot i haver-se convertit al luteranisme, continuava sent considerat un jueu per les autoritats. Hopf el visitava tots els anys a Breslau, fins al 1939 en que l'esclat de la guerra ja ho va impedir, i veia la constant degradació de la situació dels jueus a l'Alemanya nazi. Li va aconseguir documents per a poder emigrar, però va emmalaltir i no va poder viatjar, morint a Breslau el 1942. Ell mateix va haver de sol·licitar la ciutadania suïssa perquè li retiraven la alemanya i podia ser expulsat del país.
Hopf es va dedicar a Zuric a la recerca i a la formació d'un nova generació de matemàtics. Va rebre nombrosos guardons i va ser professor visitant d'universitats d'arreu del món. Va morir el 1971 a la població de Zollikon on residia, molt a prop de Zúric.
A part del ja esmentat volum de topologia, Hopf va publicar més de setanta articles a revistes científiques. El seu tema central va ser sempre la topologia i, per extensió, la teoria de nusos. Nombrosos teoremes i objectes matemàtics porten el seu nom en honor seu: baula de Hopf, teorema d'índex de Hopf, àlgebra de Hopf, bifurcació de Hopf, etc.